# Al Bajda
Al Bajda, također Al Bayda (arapski: البيضاء) je jedan od najvećih gradova Libije s populacijom od 206,180 stanovnika, treći je po veličini i središte je distrikta Al Džabal al Akhda.